# Graphogonalia vulgaris
Graphogonalia vulgaris är en insektsart som beskrevs av Young 1977. Graphogonalia vulgaris ingår i släktet Graphogonalia och familjen dvärgstritar. Inga underarter finns listade i Catalogue of Life.